# West Chester (Pensilvânia)
West Chester é um distrito localizado no estado norte-americano de Pensilvânia, no Condado de Chester.
West Chester também é o lugar onde foi formada a banda CKY e é onde vive o skatista Bam Margera, onde foi gravada a série Viva la Bam.
Também é local de nascimento do software FetchMail.

## Demografia
Segundo o censo norte-americano de 2000, a sua população era de 17.861 habitantes.
Em 2006, foi estimada uma população de 18.224, um aumento de 363 (2.0%).

## Geografia
De acordo com o United States Census Bureau tem uma área de
4,8 km², dos quais 4,8 km² cobertos por terra e 0,0 km² cobertos por água. West Chester localiza-se a aproximadamente 133 m acima do nível do mar.

## Localidades na vizinhança
O diagrama seguinte representa as localidades num raio de 12 km ao redor de West Chester.